# Dermolepida cyclops
Dermolepida cyclops är en skalbaggsart som beskrevs av Britton 1957. Dermolepida cyclops ingår i släktet Dermolepida och familjen Melolonthidae. Inga underarter finns listade i Catalogue of Life.